# Wiskunde (schoolvak in Nederland)
Wiskunde is een schoolvak dat in Nederland, afhankelijk van het leerplan, in verschillende vormen wordt aangeboden.

## Voor de Tweede Fase
In het verleden werd op de HBS-b en het gymnasium onderscheid gemaakt tussen de vakken algebra en meetkunde, in de hogere klassen algebra, goniometrie en analytische meetkunde, stereometrie en planimetrie.
Met ingang van het schooljaar 1968-69 werd in het voortgezet onderwijs wiskunde als één vak opgenomen in het curriculum met als uitzondering het voorbereidend wetenschappelijk onderwijs waarin wiskunde onderverdeeld in twee vakken werden opgenomen in het curriculum : Wiskunde I (Analyse, kansrekening en statistiek) en wiskunde II (Lineaire algebra en meetkunde).
Met ingang van het schooljaar 1984-85 werd het vak wiskunde in Nederland doorgaans onderverdeeld in de keuzevakken wiskunde A en wiskunde B, waarbij het eerste vak onderdelen als kansrekening en matrices bevatte en het tweede de nadruk legde op ruimtelijk inzicht en differentiaalrekenen.
Met de invoering van het Tweede Fase-onderwijs in 1998 werd ook het wiskundeonderwijs vernieuwd.

## Oude Tweede Fase
Aanvankelijk, tot 2007, werd wiskunde in de Tweede Fase onderverdeeld in wiskunde A1, wiskunde A1,2, wiskunde B1 en wiskunde B1,2. De verschillende wiskundevakken hoorden bij de vier verschillende profielen in de Tweede Fase, waarbij het soms ook mogelijk was een zwaarder pakket wiskunde te kiezen in het vrije deel van het profiel.

### Wiskunde A1
Wiskunde A1 werd gedoceerd in de Tweede Fase van het voortgezet onderwijs in Nederland. Op de havo kende dit vak geen centraal schriftelijk examen. Het eindcijfer voor dit vak was op de havo gelijk aan het schoolexamencijfer.
Op het vwo kende wiskunde A1 wel een centraal schriftelijk examen. In het profiel cultuur en maatschappij was het een verplicht vak. In het vak voeren combinatoriek en kansrekening de boventoon.

### Wiskunde A1,2
Wiskunde A1,2 werd gedoceerd in de Tweede Fase van het voortgezet onderwijs en gold als uitbreiding op wiskunde A1. Op het vwo en de havo was er voor wiskunde A1,2 een centraal schriftelijk examen. In het profiel economie en maatschappij was het een verplicht vak.

### Wiskunde B1
Wiskunde B1 werd gedoceerd in de Tweede Fase van het Voortgezet onderwijs. Wiskunde B1 kende op het vwo en de havo een centraal schriftelijk examen. In het profiel natuur en gezondheid is het een verplicht vak. Wiskunde B1 is inhoudelijk vergelijkbaar met het huidige vak wiskunde B.

### Wiskunde B1,2
Wiskunde B1,2 (vergelijkbaar met het huidige wiskunde D) werd gedoceerd in de Tweede Fase van het Voortgezet onderwijs en gold als uitbreiding op wiskunde B1. Op het vwo en de havo bestaat voor wiskunde B1,2 een centraal schriftelijk examen. In het profiel natuur en techniek was het een verplicht vak.
Over het algemeen wordt wiskunde B1,2 als het moeilijkste van de wiskundevakken gezien.

## Vernieuwde Tweede Fase 2007
De vernieuwing van de Tweede Fase ging in in het schooljaar 2007. In 2007 werd het vak wiskunde vervangen door de nieuwe wiskundevakken: wiskunde A, wiskunde B, wiskunde C en wiskunde D.

### Wiskunde A
Het vak wiskunde A werd in 1985 ingevoerd in het vwo en in 1990 op de havo. Op het vwo kwamen de vakken wiskunde A en wiskunde B in de plaats van wiskunde I en II. De operatie heette  HEWET (Herverkaveling Wiskunde I en II). Het was de bedoeling met wiskunde A een wiskundevak aan te bieden dat voor elke vwo-leerling geschikt was. Op de havo was er voor de invoering van wiskunde A en B één vak wiskunde. De invoeringsoperatie heette HAWEX (havo Wiskunde Experimenten). Bij wiskunde A is een op maatschappelijke toepassing gericht programma in gebruik.  Onderwerpen die daarbij aan bod komen zijn statistiek, kansrekening, telproblemen, werken met datasets, lineair programmeren, eenvoudig werk met formules en differentiaalrekening en een belangrijke rol voor bewerkingen met de Grafische rekenmachine (GR). 
Bij de invoering van de Tweede Fase werd wiskunde A opgesplitst in wiskunde A1 en wiskunde A1,2. Bij de Vernieuwde Tweede Fase is wiskunde A echter weer teruggekomen als opvolger van wiskunde A1,2. Leerlingen uit de profielen Natuur en Gezondheid en Economie en Maatschappij kunnen kiezen tussen wiskunde A en wiskunde B, VWO leerlingen uit het profiel Cultuur en Maatschappij kunnen kiezen tussen Wiskunde A en wiskunde C.

### Wiskunde B
Het vak wiskunde B is in 1985 ingevoerd voor het vwo en in 1990 op de havo. Op het vwo verving wiskunde B de oude vakken wiskunde I en II. De operatie heette HEWET (Herverkaveling Wiskunde I en II) en het was de bedoeling met wiskunde A een wiskundevak aan te bieden die voor elke vwo-leerling geschikt was. Op de havo was voor de invoering van wiskunde A en B één vak wiskunde. De invoeringsoperatie heette HAWEX (havo Wiskunde Experimenten). Bij wiskunde B draait het lesprogramma om onderwerpen die in exacte wetenschappen terugkomen. Onderdelen van wiskunde B zijn veelal een vereiste bij studies als techniek, gezondheid, natuurwetenschappen, informatica en elektronica. Onderwerpen die aan bod komen zijn meetkunde, integraalrekening, goniometrie en het rekenen zonder gebruik te maken van een rekenmachine. 
Bij de invoering van de Tweede Fase werd wiskunde B opgesplitst in wiskunde B1 en wiskunde B1,2. Bij de Vernieuwde Tweede Fase is wiskunde B echter weer teruggekomen als opvolger van wiskunde B1. Leerlingen uit de profielen Natuur en Gezondheid en Economie en Maatschappij kunnen kiezen tussen wiskunde A en wiskunde B. Voor leerlingen uit het profiel Natuur en Techniek is wiskunde B verplicht.

### Wiskunde C
Wiskunde C is in de Vernieuwde Tweede Fase in het vwo ingevoerd met ingang van het schooljaar 2007/2008. Wiskunde C is een voortzetting op het oude vak wiskunde A1. Meer dan bij dat vak zal gevraagd worden om algebraïsche vaardigheden. Het onderdeel grafen en matrices, bij wiskunde A1 in de ijskast terechtgekomen om het programma te verlichten, is weer opgenomen. Verder komen tekenen in perspectief, logica en eenvoudige berekeningen met formules aan bod.
Wiskunde C is alleen beschikbaar voor leerlingen met het profiel Cultuur en Maatschappij. Leerlingen mogen wiskunde C inwisselen voor wiskunde A of B. De studielast bedraagt 480 uur.

### Wiskunde D
Wiskunde D is in de Vernieuwde Tweede Fase ingevoerd in het voortgezet onderwijs met ingang van het schooljaar 2007/2008. Wiskunde D is aanvullend op het vak wiskunde B, met onderdelen die in wiskunde B ontbreken, zoals kansrekening en statistiek. Wiskunde D is alleen beschikbaar voor leerlingen die ook wiskunde B volgen.
Omdat scholen zelf een programma mogen samenstellen (en er per school verschillende onderdelen van de wiskunde kunnen worden aangeboden) is er geen centraal examen wiskunde D. Het diplomacijfer is het cijfer voor het schoolexamens (SE) met daarbij één of meer praktische opdrachten (PO).

#### Onderdelen van wiskunde D
Onder andere de volgende onderdelen worden met wiskunde D aangeboden:
- Combinatoriek
- Rekenregels
- Kansrekening
- Cryptografie
- Codering
- Speltheorie
- Complexe getallen
- Meetkunde
- Normale verdeling
- Sterrenkunde